# Von (banda)
Von fue una banda que surgió de la segunda ola del black metal de San Francisco, California, Estados Unidos. Se la considera como la primera banda estadounidense de black metal, y ha influenciado fuertemente a la segunda ola de black metal.

## Biografía
Von se formó en el año 1989 por Goat (en ese momento usando el pseudónimo Von) y Snake.  Un bajista sin nombre estuvo en la banda, antes de dejarla en el año 1990. Luego de la partida del bajista, Goat y Snake hicieron un concierto. A comienzos de 1991 Kill ingresa a la banda, y el trío graba su primer demo, Satanic Blood. Durante 1991-1992 Von dio un par de conciertos en vivo y grabó otro demo, Blood Angel, el cual nunca fue lanzado por su propia cuenta. El grupo se separa poco después del lanzamiento de Satanic Blood en el año 1992.
En el año 1993 Nuclear War Now! Productions lanzó Satanic Blood Angel, un compilado  de 2 CD, con los demos de la banda en uno, y la grabación de un concierto en vivo en el otro. Además del demo Satanic Blood, sigue siendo el único lanzamiento oficial de Von.
Muy poco se sabe sobre la vida de los miembros de la banda. Kill se lo conoce como Joe Allen de Abscess y Eatmyfuk, pero las identidades de los otros tres miembros de Von todavía son desconocidas para el público.

## Estilo
Von tocaba black metal muy simplista con canciones cortas basadas en blast beats continuos (ocasionalmente acompañados con rellenos de batería) y la repetición de tan solo uno o tres riffs, con solo tres o cuatro power chords. Las voces eran guturales, más características del death metal que el black metal.
A Von se la puede ver como una banda que estuvo fuera de la época, tocando black metal minimalista en un tiempo donde el género era prácticamente inexistente, especialmente en la Costa Oeste thrashera.

## Culto
Von ha ganado un seguimiento de culto en el underground del black metal desde su separación y las pocas grabaciones de Von son consideradas clásicas y pioneras del black metal. Bandas destacadas de black metal han hecho covers de Von, grabados en estudio o en vivo (o ambos), incluyendo The Beast, Dark Funeral, Enthroned, Krieg, Taake y Watain (nombre a partir de una canción de Von), por mencionar algunos ejemplos. También, además de difundir copias del demo Satanic Blood, Varg Vikernes de Burzum hizo sin dudas promoción directa para Von, usando su remera en una de su sesiones de juicio por asesinato.

## El nombre de la banda
A veces se la conoce falsamente como un acrónimo de Victory Orgasm Nazi(s). Varg Vikernes usó estas palabras para deletrear el nombre de la banda durante una entrevista telefónica porque el entrevistador aparentemente no había escuchado el nombre correctamente. Según la banda, el  nombre significa "nada más que imágenes de oscuridad y sangre". Irónicamente, la palabra von significa esperanza en algunas lenguas de Escandinavia, de donde proviene la principal influencia musical de la banda.

## Miembros
- Goat - guitarras, voces
- Snake - batería
- Kill - bajo